# Acentrogobius ennorensis
Acentrogobius ennorensis är en fiskart som beskrevs av Menon och Rema Devi, 1980. Acentrogobius ennorensis ingår i släktet Acentrogobius och familjen smörbultsfiskar. Inga underarter finns listade i Catalogue of Life.